# Skids (Transformer)
Pour l’article homonyme, voir The Skids.
Skids est un personnage de la série d'animation Transformers : Generation 1 et du film Transformers 2 : la Revanche
- Nom: Skids
- Affiliation: Autobots
- Protoform: Autobot
- Mode alternative: Jeep dans G1 et Chevrolet beat dans le film
- Arme: Mitraillette, Fusil à Proto, Grappin
- Taille: 8 pieds (2,44 m) dans le film. Ils sont parmi les plus petits des Autobots derrière Arcee et Wheelie.

## Transformers: Génération 1
Skids apparait dans la première série de Transformers. On ne le voit que dans 2 épisodes de la série où il ne joue pas un rôle principal. Il apparait dans Morphobot. Skids fit partie des Autobots qui accompagnèrent Optimus Prime pour vaincre les clones des Insecticons. Il accompagne ensuite Hoist sur la planète Frolon 3 pour récupérer des Morphobots : des organiques qui dévorent les machines. On le revoit ensuite dans l'épisode La prise de pouvoir quand les Constructicons et Blitzwing veulent prendre la place de Mégatron en tant que chef suprême des Decepticons. Il essaya d'arrêter Blitzwing avec Bluestreak et Tracks quand Scrapper attaqua et les fit prisonniers. Powerglide, Optimus Prime et Ironhide arrivèrent à temps pour le sauver. Les Autobots eurent l'idée de les monter les uns contre les autres.
Un combat s'engagea alors entre Mégatron, Starscream, Blitzwing et Devastator. Skids ne réapparait pas après cet épisode, on suppose qu'il meurt durant la bataille d'Autobot City.

## Transformers 2: la Revanche
- Nom: Skids
- Affiliation: Autobots
- Protoform: Autobot
- Mode alternative: Jeep dans G1 et Chevrolet beat verte dans le film
- Arme: Mitraillette, Fusil à Proto, Grappin
- Taille: 8 pieds (2,44 m) dans le film

Dans le film, Skid apparaît comme le jumeau de l'Autobot Mudflap. Les deux robots possèdent la particularité de fusionner leurs corps en un seul mode véhicule, à savoir un vieux camion de glaces, bien qu’ils finissent par adopter deux formes distinctes au début du film. 
Ils apparaissent comme deux frères peu intelligents et immatures, n'hésitant pas à se bagarrer pour des raisons inutiles.  
Au début du film, ils essaient d'arrêter Sideways en le poursuivant dans les rues de Shanghai. À la suite d’un dérapage, les jumeaux trébuchent et échouent. Lors du retour à la base du NEST, les jumeaux se voient proposés de nouvelles formes véhicules pour faire meilleure impression. Après une courte altercation, ils finissent par adopter leurs nouvelles formes. Plus tard, il interviennent après la mort d'Optimus, et assistent Bumblebee pour protéger Sam, Léo et Mikaela.  
Après cet incident, Sam demande aux jumeaux s’ils arrivent à déchiffrer les hiéroglyphes cybertronniens mais étant illettrés, ils ne parviennent pas à répondre. 
En Égypte, Mudflap commence à douter de la motivation de Sam, considérant qu'il ne leur est d'aucune utilité dans la quête pour la Matrice. Skids défend le jeune humain en rappelant qu'il a tué Megatron deux ans plus tôt. Après une énième provocation, les jumeaux finissent par se bagarrer, enchaînant les bousculades et les insultes. Skids jette violemment Mudflap contre un mur mais se fond tous les deux maîtrisés et expulsés par Bumblebee, exaspéré par leur comportement. Leur dispute aura été finalement d'une grande utilité, puisqu'avoir jeté Mudflap contre le mur a révélé l'entrée du tombeau des Primes.  
Plus tard, ils se chargent de protéger Léo et Simmons. C'est alors qu'ils ont attaqué par Devastator qui utilise son aspiration pour les tuer. Mudlfap se fait aspirer mais survit en détruisant une partie du visage du colosse. Son frère le rejoint et se livrent tous les deux à un combat contre le titan. Mudflap se sert du grappin de Skids pour se balancer autour du Decepticon en tirant. Malheureusement, il tire accidentellement dans le visage de son frère qui tombe au sol. Il survit mais se retrouve privé de sa dent en or. Finalement, ils resteront sous le titan métallique pour être protégés. 
Les jumeaux disparaissent après la mort de Devastator, et n'assistent pas à la résurrection d'Optimus Prime.

## Transformers 3: la face cachée de la lune
Bien qu'ils n'apparaissent pas vraiment dans le film, Skids et Mudflap peuvent être aperçus sous forme véhicule (Chevrolet spark noir et vert pour Skids, noir et orange pour Mudflap) au fond de la base derrière Wheeljack lorsque les Autobots se garent dans le QG du NEST. Mudflap est revu garé à droite, à côté de Sideswipe. Ils ne sont plus revus après ça. 
Dans les comics, ils se font tuer par Sentinel Prime juste après Ironhide. Dans le film, ils sont tués hors de l'écran par Sentinel Prime, probablement voulant protéger Bumblebee, lors de la scène de la trahison. Néanmoins, Optimus vengera leur mort en tuant Sentinel Prime lors de la bataille finale de Chicago.